# Nevačka
Nevačka är ett samhälle i Bosnien och Hercegovina.   Det ligger i entiteten Republika Srpska, i den östra delen av landet, 50 km nordost om huvudstaden Sarajevo. Nevačka ligger 971 meter över havet och antalet invånare är 116.
Terrängen runt Nevačka är lite kuperad. Närmaste större samhälle är Han Pijesak, 12,1 km öster om Nevačka. 
I omgivningarna runt Nevačka växer i huvudsak blandskog. Runt Nevačka är det ganska tätbefolkat, med 67 invånare per kvadratkilometer.